# Sure Know Something
Sure Know Something è un brano del gruppo hard rock statunitense Kiss, pubblicato per la prima volta il 23 maggio 1979 all'interno dell'album Dynasty.

## Il brano
Sure Know Something è stata composta da Paul Stanley (che nella registrazione in studio suonerà l'assolo di chitarra) con l'ausilio del produttore Vini Poncia (che contribuirà registrando alcune parti vocali di accompagnamento).
Inizialmente inclusa nell'album Dynasty, è stata in seguito pubblicata come singolo il 30 settembre del 1979 assieme al brano Dirty Livin'  (unico brano dell'album Dynasty in cui suona e canta Peter Criss) presente come Lato B. Il singolo raggiunse nella classifica statunitense la posizione numero quarantasette, ma si issò ai primi posti nelle classifiche di altri Paesi) (il punto più alto fu raggiunto nei Paesi Bassi con il terzo posto Con il brano è stato realizzato anche un videoclip nel quale si vede il gruppo esibirsi sul palco.
Esistono altre due versioni della canzone, entrambe suonate in chiave acustica. La prima è presente nell'album Kiss Unplugged del 1996, mentre la seconda si trova nell'album KISS Symphony: Alive IV ed è stata suonata assieme all'orchestra sinfonica di Melbourne.

## Cover
- Nel 1995, Bobby Bandiera realizza una cover nel tributo Dressed to Kill - An Independent Tribute to Kiss.
- Nel 2001, la band tedesca Demon Drive pubblica una propria interpretazione del brano nell'album Rock 'N' Roll Star.
- Nel 2009, il cantante/chitarrista Tim McPhate ne realizza una versione pubblicata nell'album Succession - A 30th Anniversary Tribute to Dynasty.
- Sempre nello stesso anno, la band italiana hard rock Lost Reflection ne realizza un singolo che si posiziona nella classifica giapponese.
- Ancora nel 2009, la band Los Cafres realizza una personalissima versione pubblicata nell'album Classic Lover Covers.
- Nel 2014, la band italiana heavy metal Virus rivisita il brano per il CD Kissed By Kiss (che comprende 22 cover di brani dei Kiss suonate da band italiane), allegato al libro omonimo (Celtic Moon Edizioni, 2014), enciclopedia kissiana dedicata alle collaborazioni che i singoli membri dei Kiss hanno effettuato con altri artisti.

## Tracce
- Lato A: Sure Know Something
- Lato B: Dirty Livin'

## Formazione
- Gene Simmons: basso
- Paul Stanley: voce, chitarra ritmica, chitarra solista[2]

### Collaboratori
- Anton Fig: batteria[2]
- Vini Poncia: cori[2]